# Tony Flokas
Antōnīs Flokas, detto Tony (in greco Αντώνης Φλόκας?; Salonicco, 1931 – 1985), è stato un cestista greco.
In Serie A ha vestito la maglia di Varese, con cui ha giocato dal 1953 al 1957. Studente a Milano, venne ingaggiato come straniero schierabile in campionato.